# Fornaka
Fornaka là một đô thị thuộc tỉnh Mostaganem, Algérie. Dân số thời điểm năm 2002 là 14.371 người.